# پرتوجراحی
جراحی با امواج رادیویی یا رادیوسرجری ( Radiosurgery) نوعی جراحی است که در آن از خارج از مغز یک دوز بالای امواج را به نواحی از مغز تابانده می‌شود. در این نوع پرتودرمانی خارجی که در آن از تجهیزات خاصی استفاده می‌کنند تا بدن را در وضعیت (مناسب) قرار دهند و یک دوز واحد بزرگ از تابش را به تومور هدف‌گیری کنند. امروزه رادیوسرجری استریو تاکتیک (stereotactic) و پرتو درمانی استریو تاکتیک تقطیع شده روشهایی هستند که به‌طور گسترده برای درمان انواع ضایعات داخل جمجمه ای به کار می روند. 
- اگر امواج گاما در این روش استفاده شود آن را گامانایف میگویند.
- در برخی از سیستمها (Linear accelerator based therapies) از امواج اشعه X ولتاژ بالا استفاده می‌شود.
- در برخی از دستگاهها (PBT) از امواج پروتونی استفاده می‌شود.